# Songoua
Songoua è un comune rurale del Mali facente parte del circondario di Koutiala, nella regione di Sikasso.
Il comune è composto da 2 nuclei abitati:
- Klé
- Sirakélé (centro principale)